# Sophta comorana
Sophta comorana là một loài bướm đêm trong họ Noctuidae.